# 備北地区消防組合
備北地区消防組合（びほくちくしょうぼうくみあい）は，広島県三次市と庄原市の2市で構成される一部事務組合（消防組合）。

## 概要
- 消防本部：三次市十日市中三丁目1番21号
- 管内面積：2,024.63km2
- 職員数：211名
- 消防本部1、消防署3、出張所7
- 主力機械（2018年4月1日現在）
  - 消防ポンプ自動車：14
  - 水槽付消防ポンプ自動車：1
  - 化学消防ポンプ自動車：2
  - はしご付消防自動車：１
  - ﾌﾞｰﾑ付消防ポンプ自動車：１
  - 救助工作車：3
  - 指揮広報車：6
  - 資機材搬送車：2
  - 救急自動車：15
  - その他：9

管内は広島県の北東に位置し、東は岡山県、北は島根県・鳥取県に接しており、管内面積は広島県の約24%にあたる2,024.63km2と広大な面積を管轄している。

## 沿革
- 1965年
  - 1月1日 三次市消防本部を設置する。
  - 3月31日 三次市消防署を設置する。
- 1969年
  - 1月15日 三次市消防署において救急業務を開始する。
  - 9月1日 三次市消防本部､三次市消防署を三次市十日市町1068番地の3に移転する。
- 1970年10月1日 三次市と庄原市の2市により三次地区消防組合が発足する。三次消防署と庄原消防署を設置する．
- 1977年7月 三次地区消防組合に比婆郡東城町が加入する。
- 1978年4月1日 東城消防署を設置する。
- 1982年
  - 3月 三次地区消防組合に双三郡吉舎町・三良坂町・三和町・君田村・布野村・作木村・比婆郡西城町・高野町・比和町・口和町・甲奴郡甲奴町及び総領町の9町3村が加入する。
  - 4月1日 三次地区消防組合の名称を備北地区消防組合に変更する。
  - 10月1日 三次消防署作木出張所・吉舎出張所・三和出張所・口和出張所・甲奴出張所・庄原消防署西城出張所及び高野出張所の業務を開始する。
- 1993年2月1日 従来の消防に関する事務にふるさと市町村圏に関する事務を業務に加え､名称を備北地区消防広域行政組合に変更する。
- 2004年4月1日 三次市・双三郡吉舎町・三良坂町・三和町・君田村・布野村・作木村及び甲奴郡甲奴町が合併し、新たな三次市が発足する。
- 2005年3月31日 庄原市・比婆郡西城町・東城町・口和町・高野町・比和町及び甲奴郡総領町が合併し、新たな庄原市が発足する。
- 2007年4月1日 ふるさと市町村圏に関する事務を業務から廃止し、備北地区消防組合に名称変更する。

## 組織
- 消防本部 - 総務課、予防課、警防課、通信指令課
- 消防署 - 三次消防署、庄原消防署、東城消防署
- 出張所 - 作木出張所、吉舎出張所、三和出張所、口和出張所、甲奴出張所、西城出張所、高野出張所
- 派遣 - 広島県消防学校（教官）、広島県防災航空隊（航空隊員）にそれぞれ派遣を行っている。

## 消防署
| 消防署     | 住所                        | 出張所 |
| ---------- | --------------------------- | --- |
| 三次消防署 | 三次市十日市中三丁目1番21号 | 作木：三次市作木町下作木1068番地1 吉舎：三次市吉舎町敷地795番地 三和：三次市三和町上板木45番地1 口和：庄原市口和町大月576番地14 甲奴：三次市甲奴町西野591番地1 |
| 庄原消防署 | 庄原市新庄町396番地1        | 西城：庄原市西城町大屋1956番地20 高野：庄原市高野町下湯川356番地4                                                                                              |
| 東城消防署 | 庄原市東城町川東1175番地    | なし |